# Ben Payal
Ben Payal (* 8. září 1988, Lucemburk, Lucembursko) je lucemburský fotbalový záložník a reprezentant, hráč klubu FC UNA Strassen.

## Klubová kariéra
V seniorské kopané začínal v sezóně 2005/06 v klubu Jeunesse Esch. V letech 2007–2013 hrál v lucemburském mužstvu F91 Dudelange. V létě 2013 přestoupil do jiného lucemburského týmu CS Fola Esch.

## Reprezentační kariéra
V A-mužstvu Lucemburska debutoval 6. 6. 2006 v přátelském zápase proti týmu Lotyšska (remíza 0:0).